# Камамбер
Камамбер (фр. Camembert) насеље је и општина у северној Француској у региону Доња Нормандија, у департману Орн која припада префектури Аржантан.
По подацима из 2011. године у општини је живело 196 становника, а густина насељености је износила 19,03 становника/km². Општина се простире на површини од 10,3 km². Налази се на средњој надморској висини од 137 метара (максималној 237 m, а минималној 111 m).

## Демографија
| 1962. | 1968. | 1975. | 1982. | 1990. | 1999. | 2011. |
| ----- | ----- | ----- | ----- | ----- | ----- | ----- |
| 234   | 197   | 176   | 177   | 184   | 197   | 196   |

График промене броја становника у току последњих година

## Сир
Камабер је такође светски познат по веома укусном, пуномасном сиру, чије је име заштићено.